# Emma Klingenberg

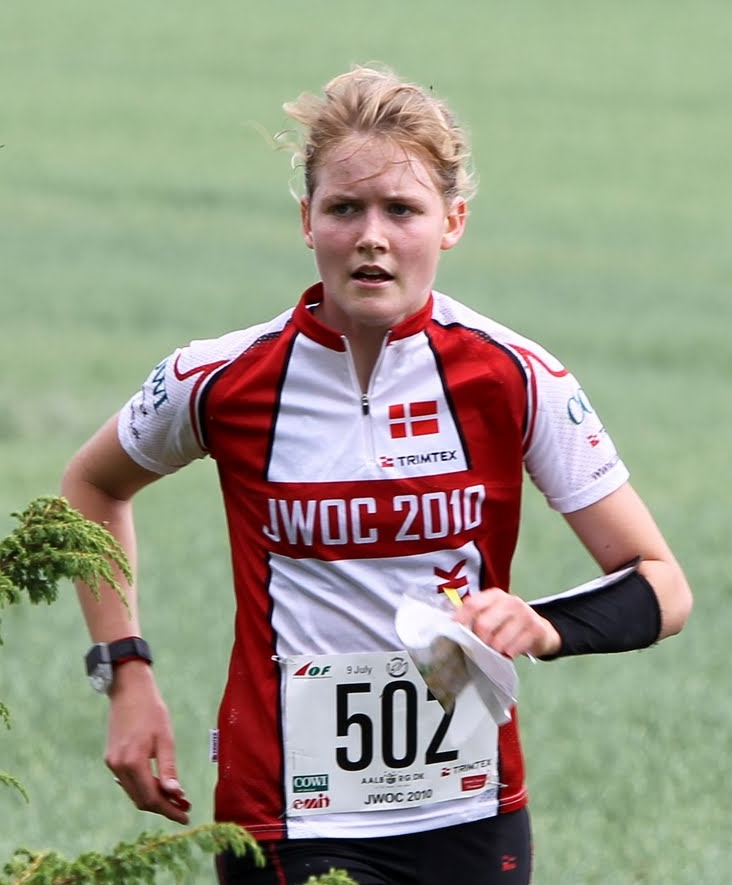
Emma Klingenberg, 2010

Emma Klingenberg (* 18. Mai 1992 in Faaborg) ist eine dänische Orientierungsläuferin.
Klingenberg begann im Alter von sieben Jahren mit dem Orientierungslauf. 2008 wurde sie im schwedischen Göteborg mit 16 Jahren die bis dahin jüngste Weltmeisterin bei den Junioren, der Alterskategorie für bis 21-jährige. 2009 gewann sie bei den Junioren-Weltmeisterschaften Bronze mit der Staffel, 2010 gewann die dänischen Juniorinnen-Staffel bestehend aus Klingenberg, Ida Bobach und Signe Klinting den Weltmeistertitel. Bei den Junioren-Weltmeisterschaften 2011 in Polen wurde Bobach Weltmeisterin in allen drei Einzeldisziplinen und Emma Klingenberg konnte zwei Silber- und eine Bronzemedaille gewinnen. Mit der Staffel gewann sie ebenfalls Bronze.
2011 startete Klingenberg erstmals in Frankreich auch bei den Weltmeisterschaften der Herren und Damen und wurde dabei im Sprint Sechste.
Nachdem sie mit dem dänischen Team bei der WM 2014 in der klassischen Staffel und in der neu eingeführten Mixed-Sprint-Staffel den zweiten Platz erreicht hatte, krönte sie ihre internationale Karriere bei der WM 2015 mit zwei Goldmedaillen in diesen Disziplinen.
Anfang 2016 teilte Klingenberg mit, dass sie ihre Karriere im dänischen Nationalteam beenden und sich mehr auf ihre Familie und ihr Lehramtsstudium konzentrieren wolle.
Die ebenfalls im Orientierungslauf aktive Ita Klingenberg ist Emma Klingenbergs jüngere Schwester. Ihr Verein ist der Faaborg OK, bei internationalen Staffeln startet sie seit 2009 für den Klub OK Pan Århus, mit dem sie 2013 und 2014 die Venla gewann.

## Platzierungen
| Weltmeisterschaften    | Sprint | Mittel | Lang | Staffel | Mixed-Staffel |
| ---------------------- | ------ | ------ | ---- | ------- | ------------- |
| 2011 Savoie            | 6.     |        | 40.  |         | -             |
| 2012 Lausanne          |        |        |      | 6.      | -             |
| 2013 Vuokatti          | 7.     |        | dsq. | 7.      | -             |
| 2014 Trentino/Venetien | 10.    |        | 32.  | 2.      | 2.            |
| 2015 Inverness         |        |        |      | 1.      | 1.            |

| Europameisterschaften | Sprint | Mittel | Lang | Staffel |
| --------------------- | ------ | ------ | ---- | ------- |
| 2012 Falun & Mora     | 6.     | 19.    |      | 4.      |

| Junioren-WM      | Sprint | Mittel | Lang | Staffel |
| ---------------- | ------ | ------ | ---- | ------- |
| 2008 Göteborg    | 1.     | nq     | 75.  |         |
| 2009 San Martino | 21.    | 16.    | 25.  | 3.      |
| 2010 Aalborg     |        | 5.     | 14.  | 1.      |
| 2011 Rumia       | 2.     | 3.     | 2.   | 3.      |
| 2012 Košice      | 2.     |        | 32.  | 1.      |

| Gesamt-Weltcup | Gesamt-Weltcup |
| -------------- | -------------- |
| 2011           | 56.            |
| 2012           | 16.            |
| 2013           | 7.             |
| 2014           |                |